# فیلم استونر
فیلم استونر (انگلیسی: Stoner film) یکی از ژانرهای فیلم‌های کمدی است که پیرامون استفاده از ماری‌جوآنا در جریان می‌باشد.